# Tuffi ai campionati europei di nuoto 2022 - Squadra mista
La competizione della squadra mista ai campionati europei di nuoto di Roma 2022 si è svolta il 15 agosto 2022, presso il complesso natatorio del Foro Italico di Roma, in Italia.
La finale si è svolta alle ore 13:00.

## Risultati
| Class   | Nazione       | Tuffattori                                                                           | T1    | T2    | T3    | T4    | T5    | T6    | Totale |
| ------- | ------------- | ------------------------------------------------------------------------------------ | ----- | ----- | ----- | ----- | ----- | ----- | ------ |
| Oro     | Italia        | Eduard Timbretti Gugiu Sarah Jodoin Di Maria Andreas Sargent Larsen Chiara Pellacani | 58.50 | 63.00 | 66.00 | 72.00 | 75.85 | 67.20 | 402.55 |
| Argento | Ucraina       | Ksenija Bajlo Kirill Boliuch Viktorija Kesar Danylo Konovalov                        | 57.00 | 75.25 | 55.50 | 76.80 | 64.00 | 70.50 | 399.05 |
| Bronzo  | Gran Bretagna | James Heatly Noah Williams Andrea Spendolini-Sirieix Grace Reid                      | 58.50 | 72.20 | 54.00 | 60.20 | 77.40 | 62.40 | 384.70 |
| 4       | Spagna        | Valeria Antolino Alberto Arévalo Carlos Camacho Rocío Velázquez                      | 58.80 | 79.80 | 54.00 | 40.60 | 72.00 | 68.80 | 374.00 |
| 5       | Germania      | Timo Barthel Elena Wassen Lou Massenberg Tina Punzel                                 | 58.50 | 63.00 | 69.75 | 64.00 | 49.50 | 62.40 | 367.15 |
| 6       | Francia       | Jules Bouyer Jade Gillet Naïs Gillet Gary Hunt                                       | 29.40 | 78.75 | 54.60 | 51.30 | 51.80 | 51.30 | 317.15 |